# Sollers Argo
Sollers Argo — малотоннажный грузовой автомобиль, выпускаемый компанией Sollers с 2022 года.

## История
Автомобиль Sollers Argo впервые был представлен в декабре 2022 года. После Sollers Atlant, это второй по счёту автомобиль компании Sollers на базе агрегатов JAC Motors. Базовой моделью стала JAC N25/N35. Были приобретены лицензии и на сами машины, и на мотор, и на коробку передач, что позволяет не только производить, но и вносить изменения в конструкции узлов и агрегатов.
Сборка была начата в декабре 2022 года на площадке в Елабуге, с сентября 2023 года производство по полному циклу — включая в себя такие локализованные процессы, как сварка, окраска кабины и сборка грузовиков — стартовало на новом предприятии «СОЛЛЕРС Карго» на производственной площадке Ульяновского автозавода. Производство коробки передач локализовано на Заволжском моторном заводе с июня 2024 года. С октября 2024 года локализовано производство рам.

## Описание
Изначально автомобиль оснащался только дизельным двигателем внутреннего сгорания JAC HFC4DB2-1D мощностью 130 л. с. при 3600 об/мин и крутящим моментом 285 Н⋅м при 2200—2600 об/мин. В июне 2024 года начался выпуск версии с бензиновым двигателем объёмом 2,0 л и мощностью 136 л. с., который рассчитан на эксплуатацию на бензине Аи-92 и отвечает экологическим нормам «Евро-5».
Коробка передач — механическая, шестиступенчатая трансмиссией JAC LC6T32 со сцеплением Exedy, локализованная на Заволжском моторном заводе с июня 2024 года.
Автомобиль выпускается в двух модификациях по вариантам длины: обычной и с марта 2024 года удлинённой версии (колёсная база увеличена до 3000 мм, общая длина в 5,8 метра) с бортовыми, промтоварными и изотермическими кузовами.

## Продажи
О продажах было объявлено в декабре 2022 года. По итогам четырёх месяцев 2023 года в России было продано 68 автомобилей Sollers Argo.
По итогам первого полугодия 2024 года продажи Sollers Argo на российском рынке выросли более чем в 4 раза и составили 943 автомобиля. В сентябре 2024 года продажи составили 184 автомобиля.
С марта 2024 года продажи начаты также в Белоруссии.

## Планы и перспективы
Модель выпускается в однокабинном варианте, но завод озвучивал планы по производству версии со сдвоенной (двухрядной) кабиной.
Летом 2023 года была представлена версия электромобиля Soller Argo EV, собрано 10 предсерийных экземпляров для испытаний.

## Тест-драйвы
- Как устроен «убийца Газелей»: обзор фургона Sollers Argo // 5 колесо, 30 мая 2023
- Тест драйв Sollers Argo — «Грузовичок-кузовичок» // MotorPage, 17 июня 2023
- Игорь Моржаретто: Sollers Argo — пропуск в центр // Автостат, 23 октября 2023
- 130 сил, 10 «кубов», своя коробка — популярный грузовичок обновили // За рулём, 3 сентября 2024